# Giro dell'Emilia 1974
Il Giro dell'Emilia 1974, cinquantasettesima edizione della corsa, si svolse il 4 ottobre 1974 su un percorso di 238 km. La vittoria fu appannaggio dell'italiano Francesco Moser, che completò il percorso in 5h56'37", precedendo il belga Roger De Vlaeminck e il connazionale Costantino Conti.

## Ordine d'arrivo (Top 10)
| Pos. | Corridore          | Squadra            | Tempo    |
| ---- | ------------------ | ------------------ | -------- |
| 1    | Francesco Moser    | Filotex            | 5h56'37" |
| 2    | Roger De Vlaeminck | Brooklyn           | a 6"     |
| 3    | Costantino Conti   | Zonca              | s.t.     |
| 4    | Ole Ritter         | Filotex            | s.t.     |
| 5    | Italo Zilioli      | Dreherforte        | s.t.     |
| 6    | Miguel María Lasa  | KAS-Kaskol         | s.t.     |
| 7    | Walter Riccomi     | Sammontana         | s.t.     |
| 8    | Wladimiro Panizza  | Brooklyn           | s.t.     |
| 9    | Giuseppe Perletto  | Sammontana         | s.t.     |
| 10   | Antoon Houbrechts  | Bianchi-Campagnolo | s.t.     |